# Chiesa madre (San Cataldo)
La Chiesa Madre è il principale luogo di culto di San Cataldo, in provincia e diocesi di Caltanissetta, ed è situata nel punto più alto e centrale della città. È dedicata all'Immacolata Concezione. Dall'8 dicembre 2019 è unita con vincolo particolare alla papale Arcibasilica Lateranense.

## Storia

### Origini
Il duomo fu voluto dalla famiglia Galletti, fondatori del paese di San Cataldo. A cominciare dal Seicento, la veneranda e nobile struttura subì un improvviso crollo della parte delle cappelle del Crocifisso e di San Cataldo, costringendo la comunità sancataldese a ricostruirla, ad ampliarla e a renderla più maestosa. Certamente va dato merito alla famiglia Galletti, attenta promotrice delle opere pubbliche locali, di aver fatto erigere una chiesa che architettonicamente risulta tra le più interessanti della diocesi di Caltanissetta. Spettò, infatti, a Vincenzo Galletti, figlio del fondatore del paese, dotare il nascente tessuto urbano di una chiesa maggiore, intitolata alla Natività di Maria, nella parte alta di esso, posizionata su un'emergenza rocciosa nei pressi del castello. È un periodo di forte aumento demografico, in cui la chiesetta degli agostiniani, situata nella parte bassa dell'attuale via San Nicola, non era più sufficiente a soddisfare i bisogni spirituali di una popolazione in continua crescita. Il barone Vincenzo chiese dunque nel 1632 l'autorizzazione al vescovo di Agrigento, entro cui ricadeva il suo territorio a livello ecclesiastico, di costruire una chiesa e di fondare un'arcipretura, disponendo a tal riguardo una rendita di 40 onze annuali per essere aperta al culto, riservandosi di nominare l'arciprete. La frana, in agguato per circa sessant'anni, nel 1698, tentò di minare le basi del tempio, ma l'immediato intervento del principe Galletti, fece riparare tutte le lesioni, trasformando quasi interamente la parte interna, che acquistò assetto e stabilità.

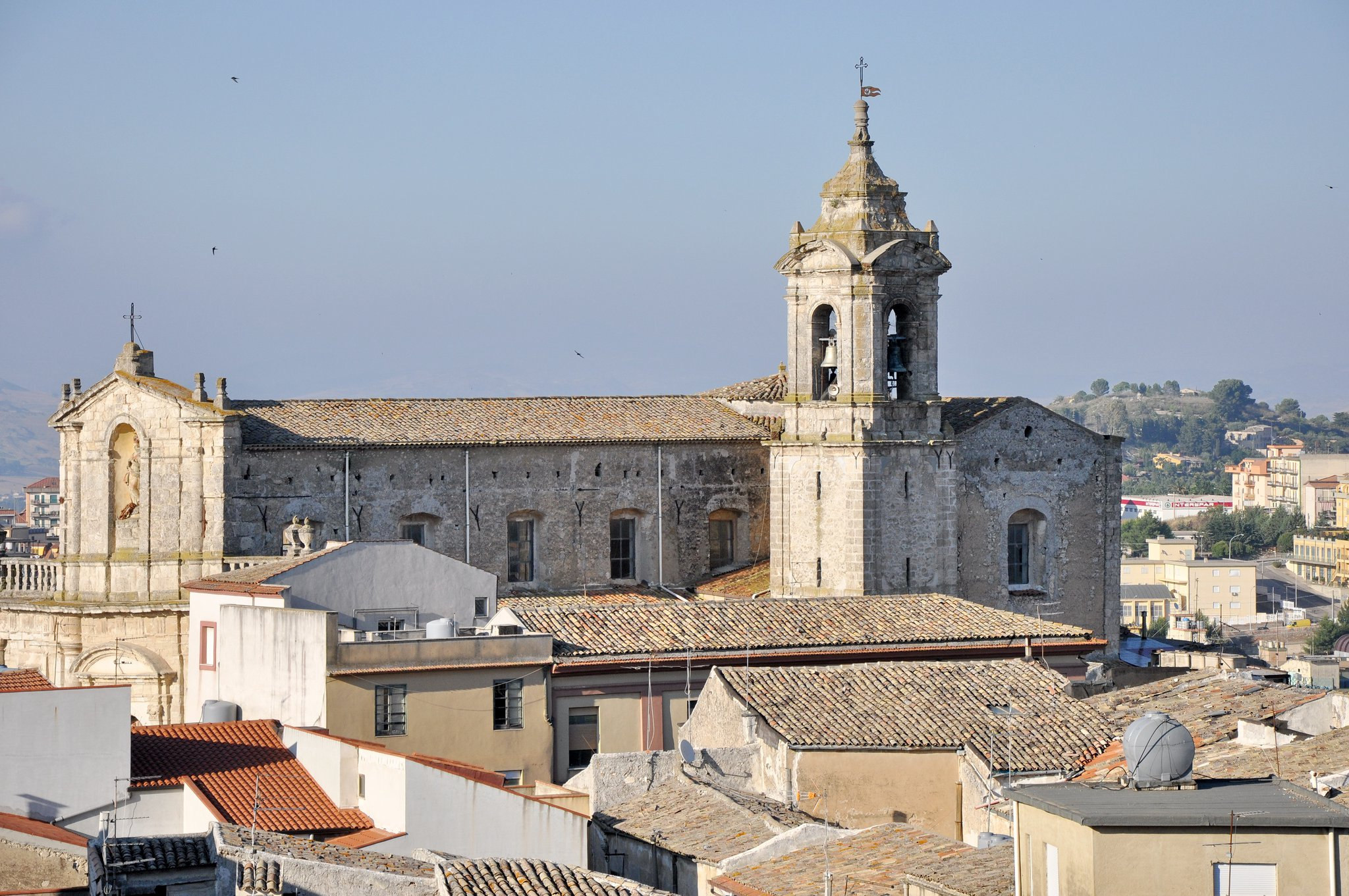
Chiesa Madre vista dalla torre civica dell'orologio

### L'architettura e il presunto autore del tempio
La Chiesa Madre si presenta a pianta basilicale con cupola centrale, fu concepita secondo i canoni barocchi e le istanze tridentine legate all'evangelizzazione delle masse contadine. È meraviglia il fatto che, in un'epoca in cui il paese era ancora una borgata, sia stata costruita una magnifica chiesa, grande e bella, imponente, a tre navate e a forma di croce latina, con una superba cupola al centro e un cappellone del coro. È possibile rilevare l'organizzazione spaziale dell'edificio di quel periodo attraverso la visita pastorale del 1745, intrapresa dal vescovo di Agrigento, Lorenzo Gioeni. Dai documenti apprendiamo che erano presenti sette altari laterali per navata, le cappelle del Santissimo Sacramento e del patrono san Cataldo. L'autore del progetto della Chiesa Madre rimane sconosciuto, benché sia riconducibile alla cerchia di collaboratori e capomastri del famoso architetto Vaccarini che nello stesso periodo era attivo a Catania per volere del Vescovo Galletti. Tra i maestri catanesi figura la famiglia Caruso e uno di questi componenti, Giuseppe, compare nel 1768, incaricato di eseguire una serie di lavori riguardanti la facciata della chiesa, il pavimento e la collocazione del monumento funerario in memoria di Giuseppe Galletti situato nel transetto di sinistra.

### La consacrazione avvenuta il 9 maggio 1739
Solo nel secolo successivo alla costruzione si poté consacrarla ufficialmente, infatti, il 9 maggio del 1739, il vescovo di Catania, Pietro Galletti, fratello del principe Giuseppe, fu chiamato per celebrare la solenne funzione della Dedicazione del tempio messo sotto la protezione della Vergine Immacolata.

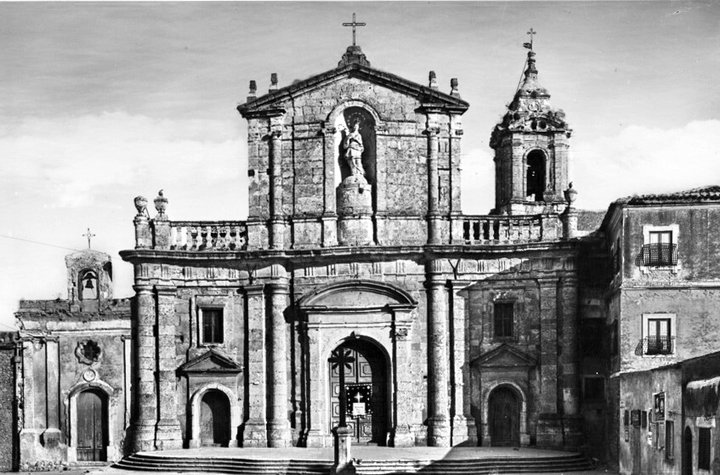
Facciata della Chiesa Madre intorno agli anni '40

### Interventi di manutenzione e abbellimento
Il diritto di patronato che vantavano i Galletti sulla Chiesa Madre, li portò a riversare ingenti somme di denaro destinate ad abbellirla nel corso del tempo. Pure gli arcipreti intervennero per renderla sempre più decorosa, come l'arciprete Calogero Carletta che, nella prima metà del Novecento, incaricò il pittore sancataldese Salvatore Naro di decorare la volta centrale a botte. La Chiesa Madre, nonostante le sollecite attenzioni ricevute dalle autorità ecclesiastiche, non ha mai goduto di buona salute, a causa dei micromovimenti della struttura che ne compromettevano la stessa esistenza. Nel 1820, l'arciprete Antonino Amico Roxas, fece iniziare la costruzione della meravigliosa facciata in pietra intagliata, di architettura toscano-spagnola, ma, nel 1822, i lavori vennero sospesi per la morte del venerando arciprete. Alcune delle pietre per la nuova facciata provenivano dalla vicina chiesa di Sant'Antonio Abate (al Carmelo) le quali dovevano servire per innalzare una chiesa a croce greca, voluta fortemente dall'arciprete Isidoro Amico (devoto di Sant'Antonio Abate). Era il 1740, infatti, quando il tempio era in costruzione avanzata, nell'anno 1773, l'arciprete Amico morì e i lavori rimasero per molto tempo sospesi e nel 1818 le pietre furono portate in piazza Madrice e due anni dopo impiegate nella facciata. Morto l'arciprete Amico Roxas i lavori furono temporaneamente sospesi e ripresi da don Calogero Giamporcaro (fratello dell'arciprete Luigi Giamporcaro) che succedette alla guida della Chiesa Madre all'arciprete Antonio Amico Roxas. Don Calogero Giamporcaro funse da economo del duomo e lo stesso fece ultimare la facciata sotto la direzione dell'architetto Emanuele Di Bartolo da Palermo. Il nuovo arciprete Luigi Giamporcaro, fece fare dei grandi restauri dal capo mastro Vasano e dagli intagliatori fratelli Nicola e Antonio Perricone, i quali profusero la loro opera fino all'anno 1845. Nel 1879, l'arciprete Raimondo Maira, fece eseguire la pavimentazione in marmo della chiesa e restaurò la cappella dell'Immacolata, del Crocifisso e del Santissimo Sacramento. I restauri furono eseguiti da Arturo Rusconi e Angelo Maraia e furono ultimati nell'anno 1889. Un altro arciprete che curò molto la Chiesa Madre fu Arcangelo Salomone, il quale rinunziò per 26 anni alla prebenda del servizio arcipretale. Dette somme furono impiegate per il culto e per l'abbellimento del tempio. Nel 1892 fece completare la pavimentazione della cappella del Santissimo Sacramento e, nel 1893, fece indorare la statua dell'Immacolata Concezione da Alfio Villani a Catania. Nel 1894 fece pavimentare il coro, che si inaugurò per la vigilia di Natale; fece inoltre costruire l'organo a canne dalla ditta Pacifico Inzoli da Crema. Il 29 giugno del 1904, veniva inaugurato un monumento funebre alla memoria di Giovanni Guttadauro, II vescovo di Caltanissetta, posto accanto all'attuale altare dell'Immacolata. Un altro monumento funebre è presente in Chiesa Madre nella cappella del Crocifisso, dedicato al principe Giuseppe Galletti.

### La chiusura nel 1965 e la riapertura nel 1979
Lunedì 26 aprile 1965 è ricordato ancora oggi dai sancataldesi, per l'improvvisa chiusura al culto della loro Chiesa Madre, al seguito di un'ordinanza del sindaco del tempo, Ferdinando Maiorana, su parere dell'ufficio tecnico comunale che la dichiarava pericolante a causa della frana. Salvatore Arcarese, autore del volume San Cataldo e Sancataldesi scrive nel suo libro che quella mattina, "il viso del padre Arciprete Gabriele Nicosia si scoloriva alla inaspettata notizia, che lo colpiva direttamente al cuore". San Cataldo intera si ribellò alla drastica decisione, aggravata ancor più dalle voci insistenti della necessità di abbattere la Chiesa Madre per ricostruirla in un luogo più sicuro. Un nutrito gruppo di sancataldesi occupò il tempio suonando a stormo le campane a tutte le ore. La protesta dell'intera città non fu vana e i sancataldesi strapparono alle autorità la promessa di tornare sulle loro decisioni. Difatti, in un incontro presso il palazzo comunale, fu ufficialmente comunicato che il tempio, pur rimanendo chiuso per ragioni di sicurezza, non sarebbe stato più demolito. La costituzione di un comitato cittadino, capeggiato dall'onorevole Giuseppe Alessi, riuscì attraverso un coinvolgimento della popolazione e delle istituzioni locali a raccogliere i fondi da utilizzare per alcuni lavori urgenti di risanamento. Era la domenica successiva l'8 dicembre del 1979, quando l'Immacolata rientra dalla parrocchia dei padri Mercedari non più nella Chiesa di San Giuseppe, ma definitivamente nella sua casa, la Chiesa Madre. Il suono festoso delle campane, la banda cittadina che intona la "Salvi Regina", "u Castiddru di fucu" (fuochi d'artificio), annunciavano la riapertura della Chiesa Madre del popolo sancataldese. Il rientro avviene intorno alle ore 17.30. Il vescovo Alfredo Maria Garsia e l'Arciprete Gabriele Nicosia celebrano la prima Messa alla presenza del clero, dell'On. Giuseppe Alessi, del sindaco Frattallone e della cittadinanza accorsa in massa. In fondo al tempio, dove un tempo era posto il fonte battesimale, due giovani Gabriella ed Angelo suonano una piccola tastiera animando la solenne e indimenticabile liturgia con canti di gioia.

### Il restauro del 2016
Dal 1º ottobre 2015 al 15 febbraio 2016 la Chiesa Madre è stata interessata da alcuni interventi di restauro riguardanti la facciata e l'adeguamento dell'impianto elettrico. Il progetto ha avuto un costo di 223.642,61 € che per il 50% è stato finanziato dalla Conferenza Episcopale Italiana, mentre il restante 50% a carico della comunità della Madrice. La sera di sabato 27 febbraio 2016 il vescovo Mario Russotto riapriva il tempio al termine dei lavori di restauro.

### Il 280º anniversario della Dedicazione
Dall'8 dicembre 2018 all'8 dicembre 2019, per volere dell'arciprete Biagio Biancheri è stato celebrato uno speciale anno in vista del 280º anniversario della Dedicazione della Chiesa Madre, celebrato il 9 maggio 2019 con una solenne concelebrazione eucaristica, presieduta da S.E. Mons. Salvatore Gristina, Arcivescovo Metropolita di Catania e Presidente della Conferenza Episcopale di Sicilia, alla quale hanno preso parte numerosi sacerdoti e tutte le autorità civili e militari della Provincia di Caltanissetta Il 2 giugno 2019, solennità dell'Ascensione del Signore, in ringraziamento alla celebrazione del 9 maggio, Rai 1 ha trasmesso in diretta mondiale dalla Chiesa Madre, la Santa Messa presieduta da S.E. Mons. Mario Russotto, Vescovo della Diocesi di Caltanissetta. La diretta della Santa Messa ha registrato 3.167.000 spettatori e il 35.2 di share

### Affiliazione alla papale Arcibasilica Lateranense
A conclusione e a suggello dello speciale anno del 280º della Dedicazione (8 dicembre 2018 - 8 dicembre 2019), il Capitolo Lateranense, presieduto dal Cardinale Angelo De Donatis, Vicario Generale di Sua Santità per la Diocesi di Roma, Arciprete dell'Arcibasilica papale di San Giovanni in Laterano e Gran Cancelliere della Pontificia Università Lateranense, in data 27 settembre 2009, ha approvato e firmato l'Atto di affiliazione con vincolo particolare della Chiesa Madre alla papale Arcibasilica del Santissimo Salvatore e dei Santi Giovanni Battista ed Evangelista in Laterano, Cattedrale del Sommo Pontefice Francesco. In data 10 ottobre 2019, la Penitenzieria Apostolica, a firma del Cardinale Mauro Piacenza, per mandato del Sommo Pontefice, ha emesso il decreto delle Indulgenze in perpetuo elargite ai fedeli che si recheranno in Chiesa Madre. La celebrazione per la consegna degli atti pontifici è avvenuta in data 8 dicembre 2019, alle ore 11.00, con il Delegato della Sede papale, Mons. Enzo Pacelli.

### L'arte
Numerose statue e pitture affollano lo spazio sacro. Ricordiamo solo alcune opere particolarmente interessanti: il dipinto del 1781, la Natività di Maria, eseguito dal sancataldese Carmelo Riggi per l'altare maggiore. Meritano di essere citate il quadro dell'Adorazione dei pastori di anonimo settecentesco; le sculture del Crocifisso in avorio, di san Michele Arcangelo, dell'Immacolata e di san Cataldo, tutte di autore ignoto e di epoche diverse. Meritano attenzione anche la custodia del crocifisso che contiene numerose reliquie di santi e martiri e la stessa viene aperta una volta l'anno durante la festa patronale del Crocifisso; il Crocifisso d'avorio alto quasi 75 cm di scultura romana, che dal 2013 troneggia all'altare maggiore; la corona gemmata dell'Immacolata; il corpo di san Clemente martire (attualmente conservato perché necessita di restauro); la croce pettorale d'oro di Luigi Cammarata che fu arciprete dal 1942 al 1946 e poi nominato da papa Pio XII vescovo titolare di Cesarea di Mauritania e prelato ordinario, amministratore apostolico della Prelatura Nullius di S. Lucia del Mela (Messina); il quadro del Cuore di Gesù opera del Riggi; ostensorio in argento; la statua dell'Annunziata, opera del Cardella di Agrigento.

### L'organo a canne
Venne commissionato dall'arciprete Salomone. Il contratto per la realizzazione dell'opera fu stipulato in data 09/04/1904 tra il parroco e l'organaro Pacifico Inzoli di Crema. Lo strumento doveva sostituire un precedente organo, costruito nel 1745 dall'organaro palermitano Michele Andronico. Si trattava di uno strumento più piccolo, con pochi registri, insufficiente per il volume dell'imponente chiesa. Il collaudo del nuovo strumento fu affidato al maestro della banda cittadina Antonino Curatolo l'11 marzo 1905. Trattasi di un pregevole strumento a trasmissione meccanica (in parte pneumatico). Lo strumento durante la chiusura della Madrice, è stato smontato per volere del parroco Nicosia e conservato. Nell'agosto del 2000, è stato rimontato dietro l'altare maggiore dopo essere stato restaurato da Francesco Oliveri di Acicatena (CT). L'organo è costituito da due manuali, una pedaliera con 27 note azionano 16 registri. (per ult. inf. vedi libro "San Cataldo: melodie, strumenti, musicisti di A. P. Leonardi")

### Il campanile
Quando venne fondata la Chiesa Madre, il campanile che tuttora svetta maestoso sulla roccia prospiciente la scalinata laterale del duomo, fu arricchito di tre campane, di diverse dimensioni, per chiamare il popolo di Dio alle celebrazioni. Il 9 maggio 1739, in occasione della Dedicazione della Chiesa Madre, il principe Galletti fece aggiungere nella torre altre tre grandi campane. Nel 1887, la campana più grande, del peso di circa 25 quintali, subì delle avarie, ma venne adoperata ugualmente per circa altri 12 anni, nonostante che nel maggio 1889 se ne fosse staccato un piccolo settore di circa due quintali, mentre venivano suonate le campane nella vigilia della festa del patrono. Fra le molte iniziative dell'arciprete Arcangelo Salomone è meritevole di menzione quella della rifusione della suddetta campana, con l'aggiunta di un'altra, del pesi di circa cinque quintali, che si era rotta molto tempo prima. La rifusione ebbe luogo nel 1898 nella chiesa del Signore dei Misteri al Calvario, nella quale ebbero luogo tutti i preparativi e i relativi lavori a opera dell'artigiano Vincenzo Di Benedetto, da Rieti. Per il trasporto del campanone, essendo la via Misteri allora a fondo naturale, fu costruito appositamente un carro matto, al quale furono attaccati quattro buoi. Il trasferimento in Chiesa Madre fu un vero avvenimento per la città infatti, tutto il popolo era presente aiutando a spingere il carro e colmando le pozzanghere con pezzi di legno. Il peso totale del campanone risultò di circa 30 quintali e venne dedicato al Santissimo Crocifisso e all'Immacolata Concezione come si legge in rilievo sullo stesso campanone. Fu benedetto il 14 febbraio 1898 dal vescovo di Caltanissetta, Ignazio Zuccaro. La campana più grande, dà come suono re1 e vi è inciso: "Il mio suono chiama i fedeli, annunzia la morte, risveglia nel cuore sentimenti pietosi. Fui costruita nell'anno 1779 a spese del principe Nicolò Galletti, rifusa da Vincenzo Benedetti da Rieti anno 1898 per opera dell'arciprete Arcangelo Salomone". Nella seconda campana, che dà come suono mi1, ad oggi non si riesce a leggere lo scritto, in quanto l'incisione è posta all'esterno del campanile. Nella terza campana, la più recente, che dà come suono un fa1, vi è scritto: "A perenne memoria delle celebrazioni del 250° della celebrazione del 250° della Dedicazione della Chiesa Madre la Cassa "G. Toniolo" offrì questo sacro bronzo, perché la sua voce chiami tutti alla conversione del cuore, alla lode di Dio, all'unità della Chiesa. 9 maggio 1989. Arciprete Carmelo Sanguedolce". Nella quarta campana, che dà come suono il sib2 vi è scritto: "Excll. Vincentvs Galletti prin. Qui non minusnitore ill. Sanguis quam fulgore virtvtis incacoetes. Etviti orvmillecebrasse Vincentem ostendit Vincente mostendit liminaqve mortalitatis adnunvivens. Excessit hoc munus Christ. Pietas dei Para-Immacul. Impertiit utaneavoce acperpetuo sonitu ad heroic. Virt. Tan quamcallus vigilans Die. Noctu qvepraeclaros haeredesexcit aretam reparatae sal. MDCLXXX". Nella quinta campana, che dà come suono il mi2 vi è scritto: "Abaltum tempore belli A.D. MCMXL-MCMXLV restitutum pubblico sumptu A.D. MCML". Nell'ultima, la più piccola del campanile, che dà come suono il la3, vi è scritto: "Rifusa a cura della Cassa "G. Toniolo" di San Cataldo, 9 maggio 1989. Arciprete Carmelo Sanguedolce".

## Indulgenza Plenaria, celebrazioni e feste patronali

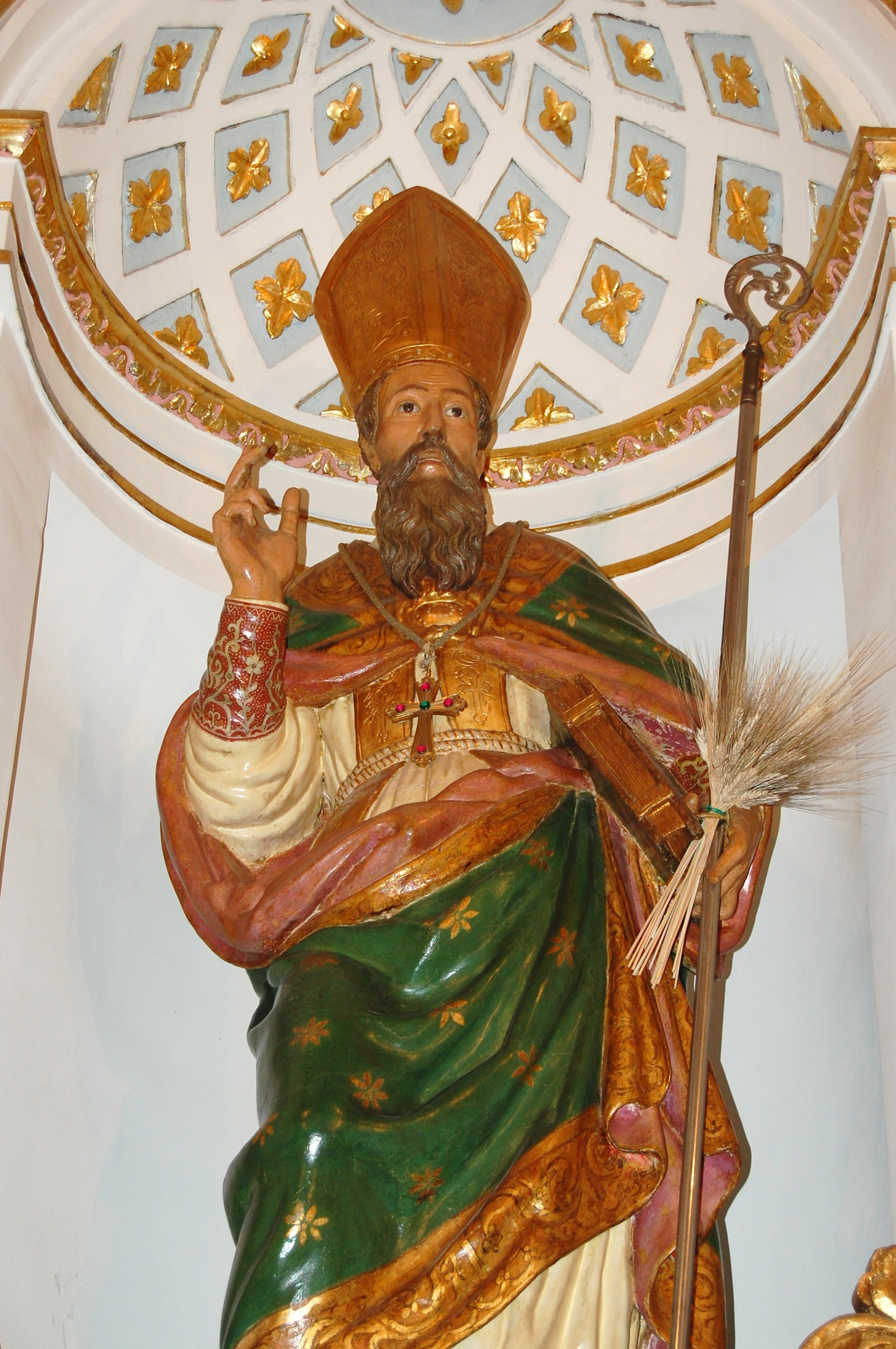
San Cataldo Vescovo, Chiesa Madre (San Cataldo).

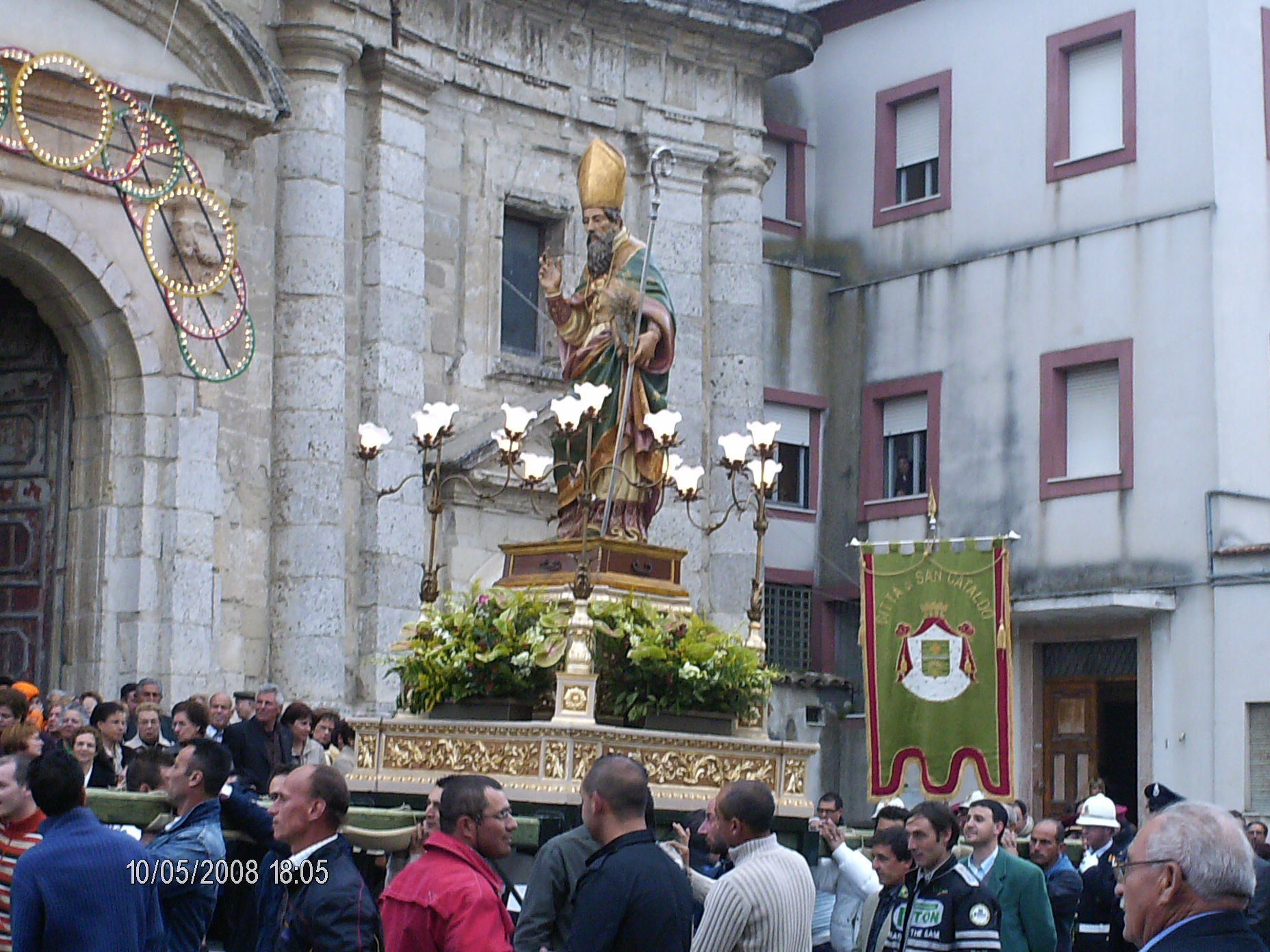
Processione di San Cataldo, 10 maggio 2008

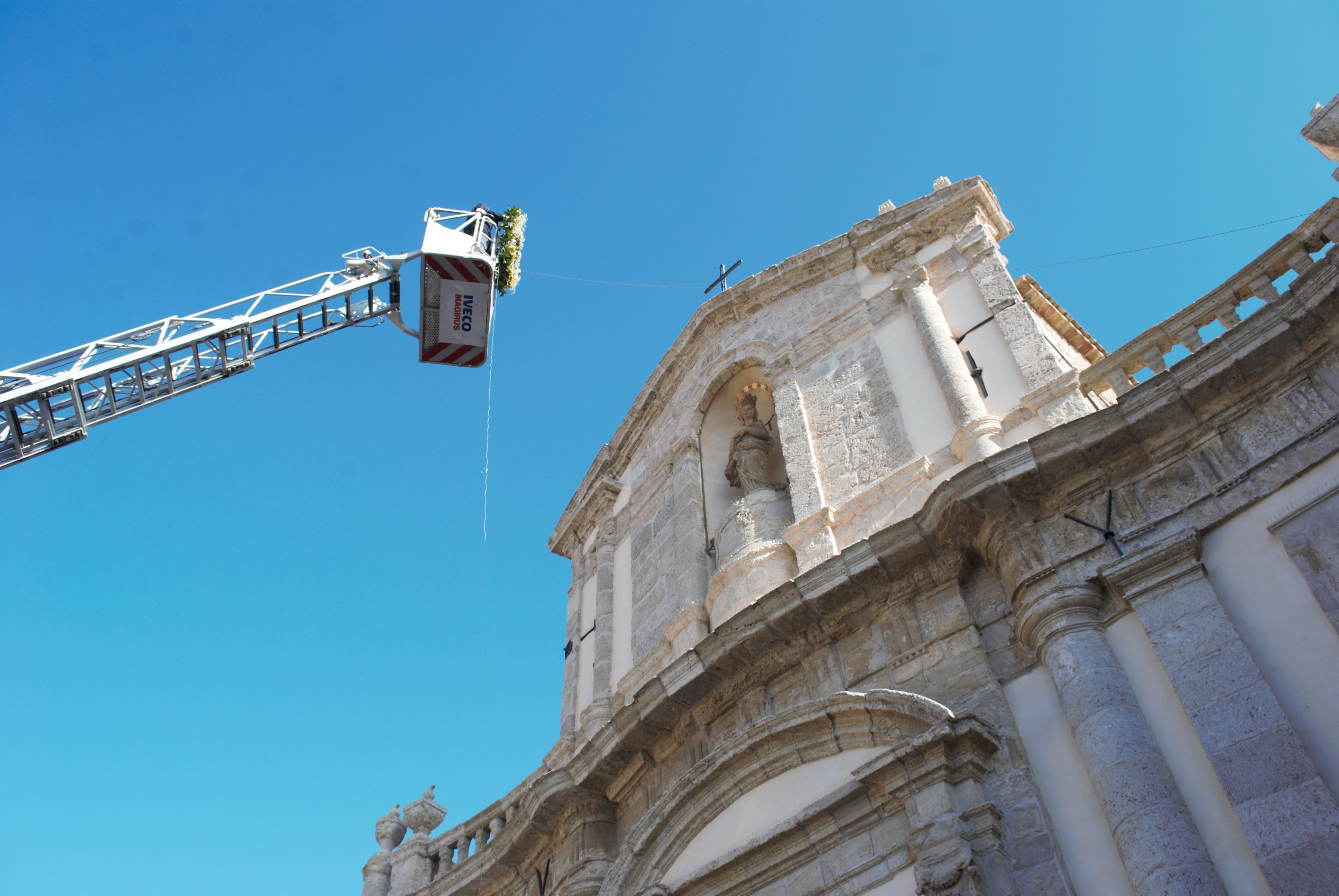
Atto di venerazione all'Immacolata posta sulla facciata della Chiesa Madre, 8 dicembre 2016

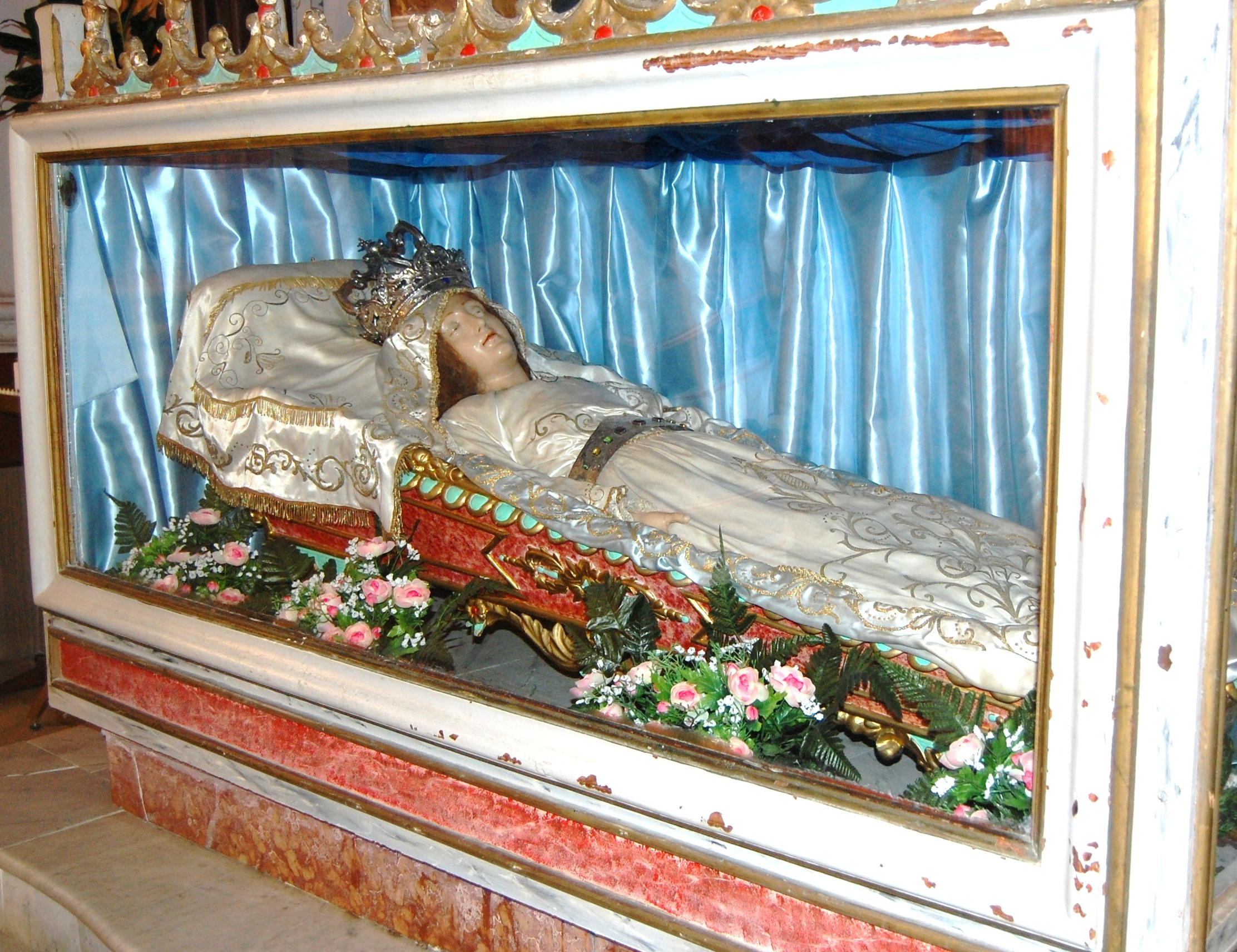
L'urna della Vergine dormiente (la dormitio Virginis), statua in cera, opera del XVII sec. conservata presso la Chiesa Madre di San Cataldo (provincia Caltanissetta).

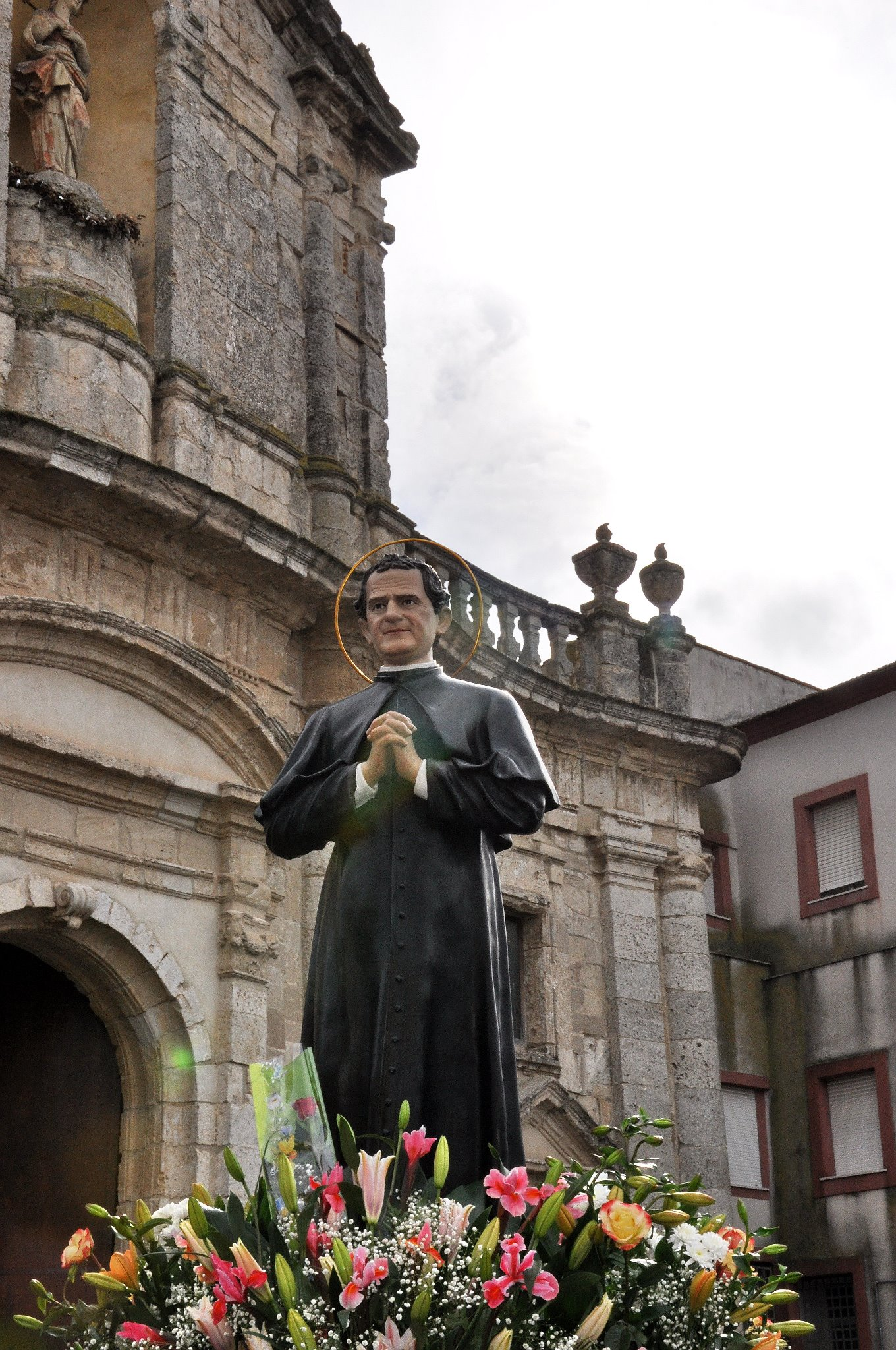
Don Bosco 31 gennaio

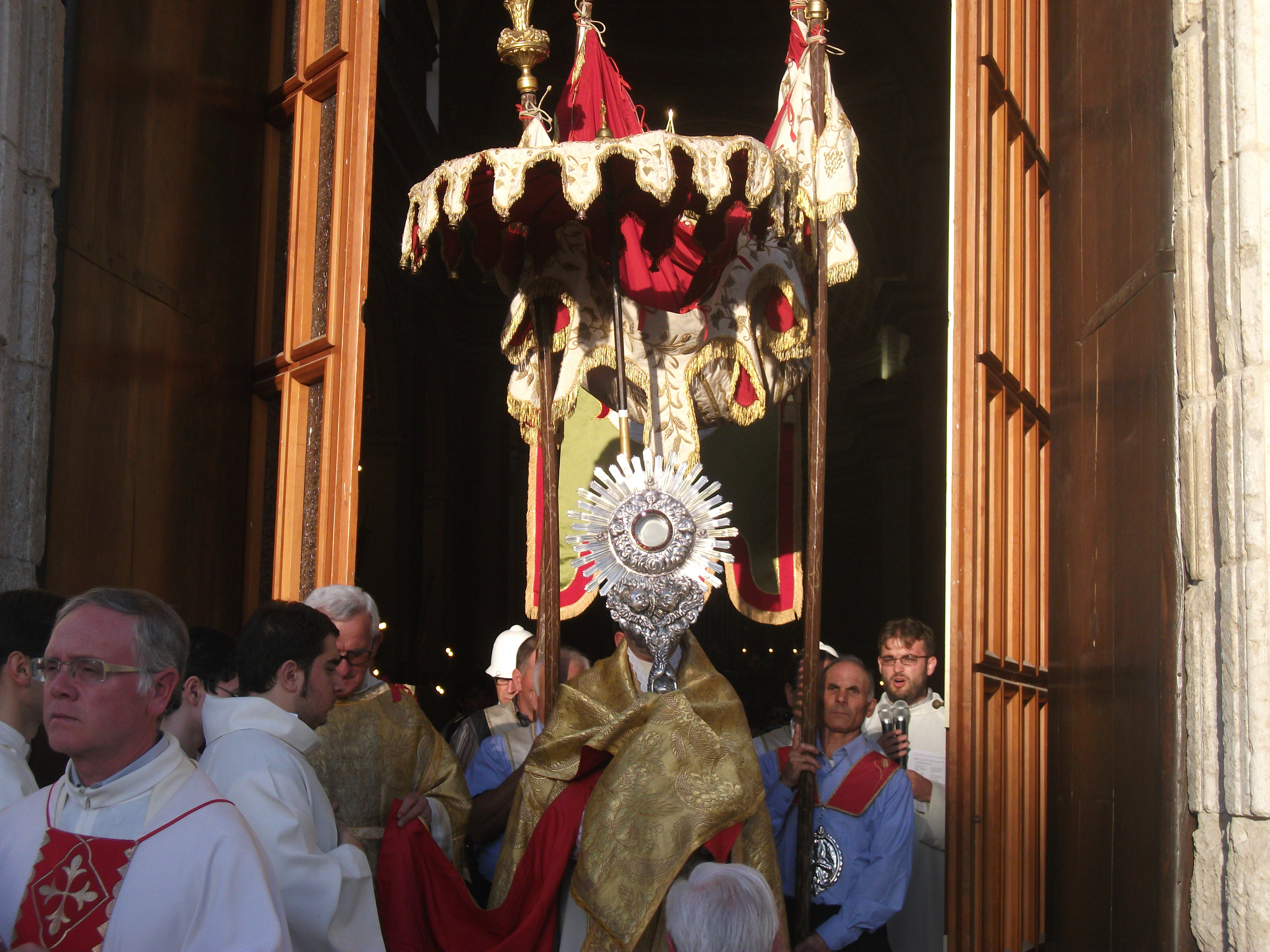
Santissimo Sacramento Corpus Domini San Cataldo

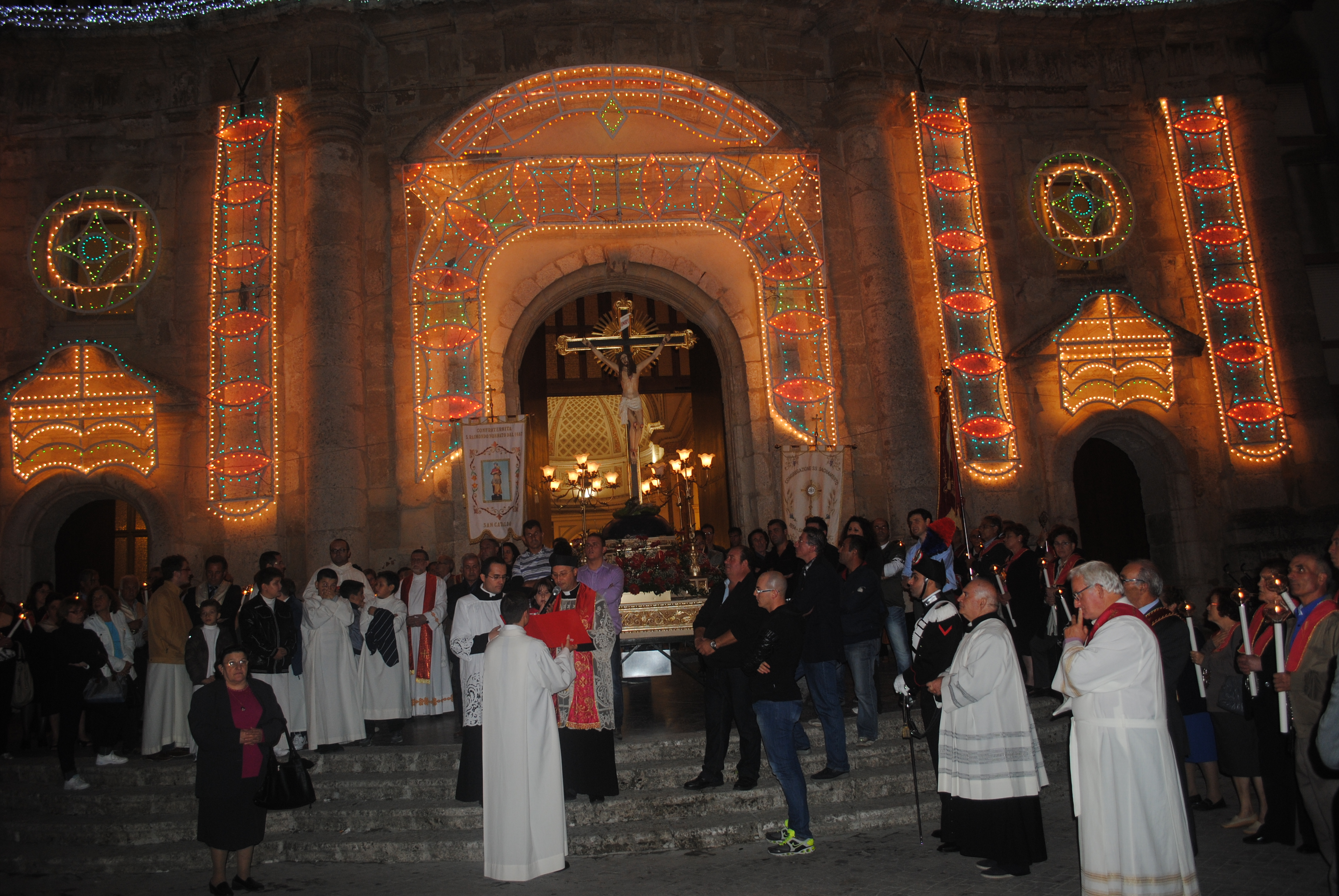
Crocifisso Ottobre 2012

Con Decreto papale del 10 ottobre 2019, la Penitenzieria Apostolica con prot. 1389/19/1 ha concesso l'Indulgenza Plenaria nei giorni:
- 09 novembre - festa della Dedicazione dell'Arcibasilica Lateranense
- 08 dicembre - solennità dell'Immacolata Concezione
- 27 dicembre - festa di san Giovanni apostolo ed evangelista
- 24 giugno - solennità della Natività di san Giovanni Battista
- 29 giugno - solennità dei santi Pietro e Paolo
- (mobile)  -   solennità dell’Ascensione del Signore (titolare dell'Arcibasilica Lateranense)
- (una volta all’anno) - in un giorno da stabilirsi (comunicato per tempo)
- (una volta all’anno) - in un giorno in cui si fa un pellegrinaggio collettivo in Chiesa Madre

Le principali celebrazioni religiose e feste patronali si svolgono in questo duomo.
- Si inizia con il 6 gennaio, nella solennità dell'Epifania del Signore, la statua del Bambino Gesù, di 80 cm, si trova nella rettoria dell'oratorio del Ss.mo Sacramento U Ratò. Al braccio, il bambinello porta il "cucciddatu" o "bucciddatu", il classico dolce di Natale, ripieno di marmellata e di fichi, finemente lavorato e decorato, dalla forma di un grande anello frangiato. Dopo la Messa serale, la statua esce dalla Chiesa Madre, accompagnata dal clero, dalle confraternite, dalla banda musicale e anche di cornamuse, tamburelli e cerchietti. Fino al 2018, la festa si svolgeva il 1º gennaio. Per salvarla dalla soppressione a causa della mancanza di fedeli alla processione, l'Arciprete Biancheri in accordo con la Confraternita e col Consiglio pastorale, decise di spostarla al 6 gennaio, data tra l'altro più consona anche dal punto di vista teologico.
- Il 31 gennaio la comunità religiosa salesiana, festeggia don Bosco in Chiesa Madre. Il giorno prima, i giovani di tutte le scuole della città si ritrovano in Chiesa Madre, solitamente con il vescovo diocesano, per la celebrazione della Messa. Il giorno dopo, con una gioiosa celebrazione eucaristica con migliaia di ragazzi oratoriani, la statua di don Bosco (dopo la celebrazione della Messa), viene portata dalla Chiesa Madre all'oratorio salesiano.
- Il 2 febbraio, festa della presentazione di Gesù al Tempio e Giornata per la vita consacrata, gli istituti religiosi presenti nel territorio della Chiesa Madre, con le confraternite, dalla Chiesa di San Giuseppe, fin ad arrivare in Chiesa Madre, svolgono la "processione della luce" e al termine la benedizione in duomo.
- Il 19 marzo, festa del patriarca san Giuseppe, nella rettoria della parrocchia dedicata al santo, la statua viene portata in processione dai devoti, facendo il cosiddetto "giro dei santi".
- Il 9 maggio, si celebra la "solennità della Dedicazione della Chiesa Madre". Tutte le realtà parrocchiali si ritrovano con l'arciprete per l'unica e solenne celebrazione della Santa Messa e i II Vespri della Dedicazione della Chiesa Madre. È un giorno solenne, perché viene celebrato il compleanno o la nascita della comunità parrocchiale, infatti, questo tempio fu solennemente consacrato il 9 maggio 1739 dall'arcivescovo sancataldese Pietro Galletti, fratello del principe di San Cataldo, Giuseppe. Dall'8 dicembre 2018, all'8 dicembre 2019 è stato celebrato un anno speciale in occasione del 280º anniversario della Dedicazione. A conclusione di questo anniversario, la Chiesa Madre fu unita con vincolo particolare alla papale Arcibasilica del Santissimo Salvatore e dei Santi Giovanni Battista ed Evangelista in Laterano, Cattedrale del Sommo Pontefice.
- Il 10 maggio, festa patronale. Con la festa della Dedicazione della Chiesa Madre, si entra nel vivo delle celebrazioni per il patrono della città, san Cataldo vescovo. Il culto di san Cataldo è antico. Prima della fondazione del paese c'era una contrada e una chiesetta nella baronia di Fiumesalato che prendevano tale nome. La festa del patrono si celebrava in due date e cioè l'ultima domenica di maggio e la domenica dopo l'8 marzo, giorno in cui si commemora la nascita del santo. In occasione di quest'ultima ricorrenza, detta di "San Catallu di li faviani", ancora nell'Ottocento si svolgeva la processione mattutina; mentre nei primi decenni del secolo successivo la festa si ridimensionò celebrandola internamente. L'altra, dal 1980, si festeggia il 10 maggio in ricordo del rinvenimento del corpo del santo avvenuto nella città di Taranto. La mattina del 10 maggio la città viene svegliata da 21 colpi di cannone che annunciano la festa, e in Chiesa Madre è un susseguirsi di Messe, fino a quella solenne del pomeriggio, presieduta solitamente dall'arciprete e concelebrata da tutti i sacerdoti della città, e a seguire si svolge la solenne processione per le vie principali della città e a cui prendono parte le autorità comunali, militari e civili.
- L'8 settembre è stata ripristinata nel 2009 la festa in onore di Maria Bambina dall'arciprete Biagio Biancheri. In questo giorno il piccolo simulacro della Vergine appena nata, esce dalla Chiesa Madre in processione, per il piccolo giro in piazza Madrice.
- La seconda domenica di ottobre è la festa patronale del santissimo Crocifisso, protettore e patrono. Il momento più importante è la processione per le "vie dei santi" (cioè l'itinerario tradizionale delle processioni). In questo giorno, è allestita una fiera, detta "fera ranni", che fino alla prima metà del Novecento era allestita nel «Piano Madrice»; sempre nel Novecento, la fiera trovo ospitalità in via Garibaldi, via Umberto e via Vittorio Emanuele ed in corso Sicilia. L'importanza della fiera, oltre alla funzione associativa, risiedeva nel provvedere all'acquisto di beni difficilmente il loco.
- L'8 dicembre: l'Immacolata, patrona della Chiesa Madre. Nel 1689 Vincenzo Galletti, moglie e figlio, commissionarono una bella statua lignea policroma rappresentante l'Immacolata che fu donata alla Chiesa Madre, con la "clausola" che permanesse otto giorni (l'Ottava dell'Immacolata), nel convento dei mercedari, per poi far ritorno in Chiesa Madre. Tutt'oggi viene mantenuto tale impegno e la processione è accompagnata dalle confraternite. La tradizione vuole che, se la statua dell'Immacolata, opera tra le più belle dei Seicento siciliano, di scultura romana, per qualsiasi ragione (generalmente per il cattivo tempo), dovesse rimanere nella chiesa del Convento, allora rimarrebbe definitivamente in detta chiesa. Il popolino parla di "contratto" vero e proprio che fece il principe Galletti, ma le autorità ecclesiastiche negano, in modo assoluto, che esista un qualsiasi contratto o convenzione. Quando i bambini chiedono il motivo della sosta dell'Immacolata nella chiesa della Mercede, gli adulti rispondono che la Madonna va a chiudersi per preparare il corredino al Bambinello Gesù, che nascerà a Natale. Attualmente la statua è posta sull'altare del transetto di destra. Questa festa inaugura il periodo natalizio, caratterizzato dalla novena di Natale, dai canti, e dal suono della banda musicale che, davanti alle edicole addobbate con ghirlande intrecciate con alloro e arricchite da frutta, arance, mandarini, mirto e nespole.
- Settimana santa. Ogni anno, in accordo con l'Amministrazione comunale della città, si organizza la settimana santa sancataldese. Per le celebrazioni sacre, spetta alla Chiesa Madre (processioni), al comune spetta l'organizzazione di quelle folkroristiche.

- Dall'agosto del 2019 non si svolge più la festa dell'Assunta.

## Sepolture e personaggi illustri
Nel duomo riposano le spoglie dell'arcivescovo Cataldo Naro, dell'arcivescovo Alberto Vassallo di Torregrossa e della serva di Dio Marianna Amico Roxas. Qui predicò il beato Giacomo Cusmano. Qui venne in visita il Nunzio Apostolico l'arcivescovo Angelo Giuseppe Roncalli, divenuto papa Giovanni XXIII; qui si celebrarono e si celebrano i grandi eventi riguardanti la storia della città di San Cataldo.

## Rettorie di pertinenza della Chiesa Madre
Nel territorio della Chiesa Madre, sorgono alcune chiese-rettorie, oltre che cappelle di Istituti religiosi:
- L'oratorio del Ss.mo Sacramento, conosciuto come: "U Ratò". Fondato da don Ignazio Amico nel 1645, attaccato alla Chiesa Madre e nello stesso anno vi fu fondata la Confraternita del Ss.mo Sacramento. Al suo interno si conservano la statua di Gesù Bambino, opera del Bagnasco; il crocifisso nel lettino per la Settimana Santa e un quadro di Roxas rappresentante la passione di Cristo. Negli anni settanta questa chiesetta è stata restaurata con un restauro osceno e nel 2009 ha subito un secondo restauro che l'ha portata - non perfettamente - alle forme iniziali.
- La chiesa di San Giuseppe, nata sulle rovine dell'oratorio di San Francesco ad opera dell'arciprete Baldassare Amico nel 1708 e ricostruita nel XIX secolo. Accanto sorge la Casa del clero, per volontà del vescovo Alfredo Maria Garsia, oggi utilizzata dal Centro studi Cammarata, voluto dall'arcivescovo Cataldo Naro.
- La chiesa di S. Antonio Abate (dedicata alla Madonna del Carmelo), ha una storia tutta particolare. Nel luogo dove oggi sorge la chiesa, nel 1740 l'arciprete Isidoro Amico aveva iniziato ad innalzare un tempio a forma di croce greca da dedicare a Sant'Antonio Abate. La costruzione fu interrotta in seguito alla morte dell'arciprete. Nel 1818, non potendo portare a termine la costruzione del tempio, le pietre intagliate che dovevano servire a tale scopo, furono utilizzate per la facciata della Chiesa Madre. In seguito, gli eredi dell'arciprete Amico si impossessarono dell'area dove doveva sorgere il tempio e vi costruirono dei mulini. Nel 1853, il sig. Amico, forse spinto da rimorso per l'indebita appropriazione fece ricostruire, nel luogo dove doveva sorgere il tempio in onore di Sant'Antonio Abate, una chiesetta. Nel 1900/1904 o 1905 il sacerdote Cataldo Mistretta ricostruendola, la dedicò alla Madonna del Carmelo, titolatura ben presto andata in disuso a favore di quella originale (S. Antonio). La chiesa è a una sola navata.
- La chiesa del Signore dei Misteri, fondata all'inizio del XIX secolo da Luigi Asaro e dal sacerdote Biagio Asaro. Vi si celebrava la festa del Crocifisso dei Misteri fino al 1870 quando fu chiusa al culto per la pericolosità dell'edificio. Negli anni 1898-1899 fu ricostruita e riaperta al culto. Nel 1912, arrivati in missione i padri Redentoristi in questa chiesa, vi istituirono il culto alla Madonna del Perpetuo Soccorso. Fu chiamata chiesa del Signore dei Misteri, perché vicino ad essa sorge il monumentale Calvario con le stazioni della Via crucis.
- La chiesa della Madonna della Catena.

## Curiosità
Questa comunità parrocchiale ha donato alla Chiesa sette vescovi, i quali vi hanno svolto un servizio pastorale:
- Luigi Giamporcaro, Arciprete, nominato Vescovo di Lacedonia e poi Monopoli dal 1843 al 1854
- Luigi Cammarata, Arciprete, nominato Vescovo titolare di Cesarea di Mauritania e e prelato ordinario di Santa Lucia del Mela dal 1964 al 1950
- Alberto Vassallo di Torregrossa, della comunità parrocchiale, nominato Arcivescovo titolare di Emesa e Nunzio Apostolico in Baviera dal 3 dicembre 1913 al 7 settembre 1959 (morì nella sua casa in Via Umberto)
- Cataldo Naro, Vicario parrocchiale (rettore della chiesa di San Giuseppe), nominato Arcivescovo di Monreale dal 18 ottobre 2002 - 29 settembre 2006
- Francesco Lomanto, Vicario parrocchiale, nominato Arcivescovo Metropolita di Siracusa dal 24 luglio 2020
- Giuseppe La Placa, Vicario parrocchiale, nominato Vescovo di Rugusa dall'8 maggio 2021
- Salvatore Rumeo, Vicario parrocchiale, nominato Vescovo di Noto da 22 dicembre 2022

## Galleria d'immagini

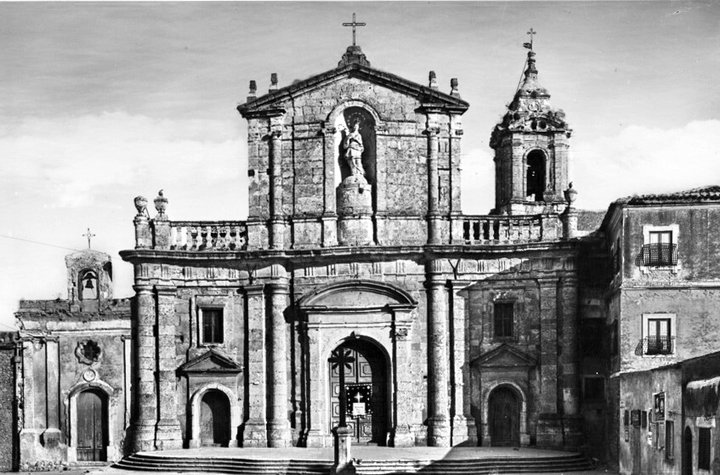
L'antica facciata della Chiesa Madre (la foto si riferisce agli anni 1940/50 c.ca)
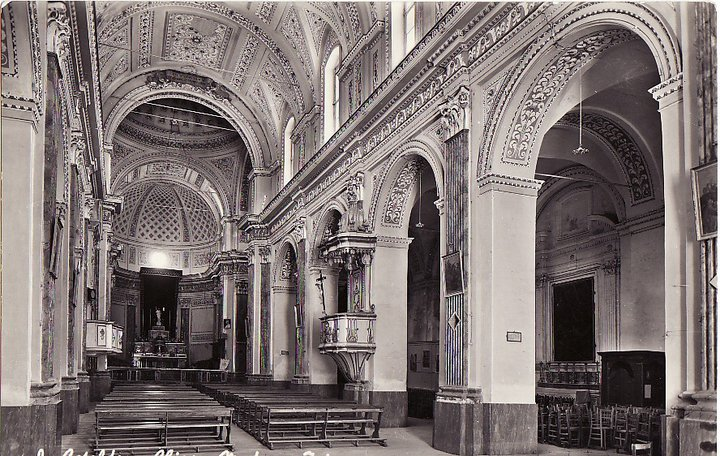
L'interno della Chiesa Madre prima del Concilio Vaticano II (la foto si riferisce agli anni 1940/50 c.ca)
L'interno della Chiesa Madre prima del Concilio Vaticano II
Settimana di missione per gli uomini, tenuta dai padri Paolini nella Chiesa Madre, anno 1962
Settimana di missione per le donne, tenuta dai padri Paolini nella Chiesa Madre, anno 1962
Funerali di Marianna Amico Roxas, 25 giugno 1947
Funerale del Nunzio apostolico sancataldese Alberto Vassallo di Torregrossa, 8 settembre 1959
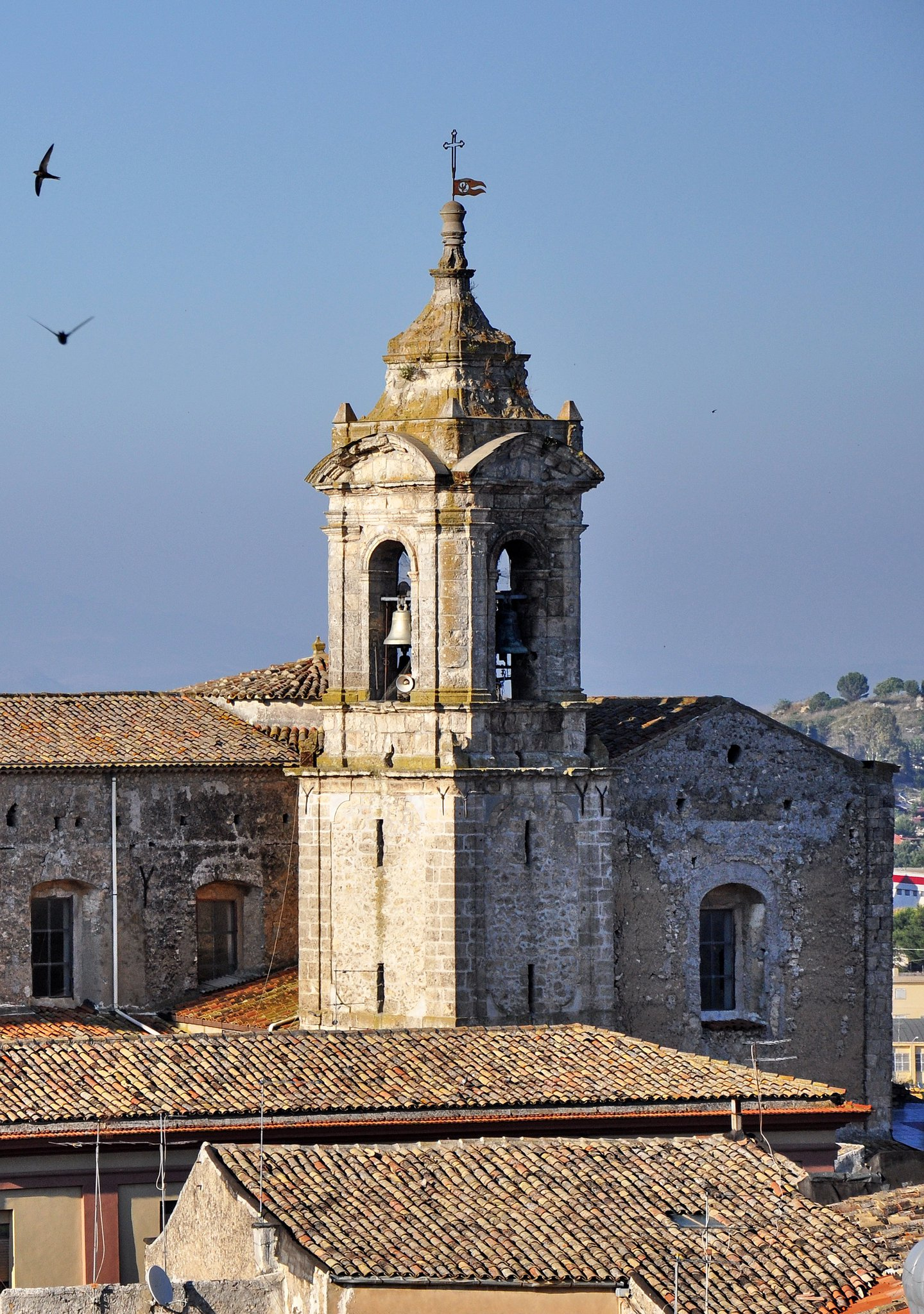
L'attuale imponente torre campanaria. Al suo interno vi sono 6 campane, e al centro la 2ª campana più grande della Sicilia.
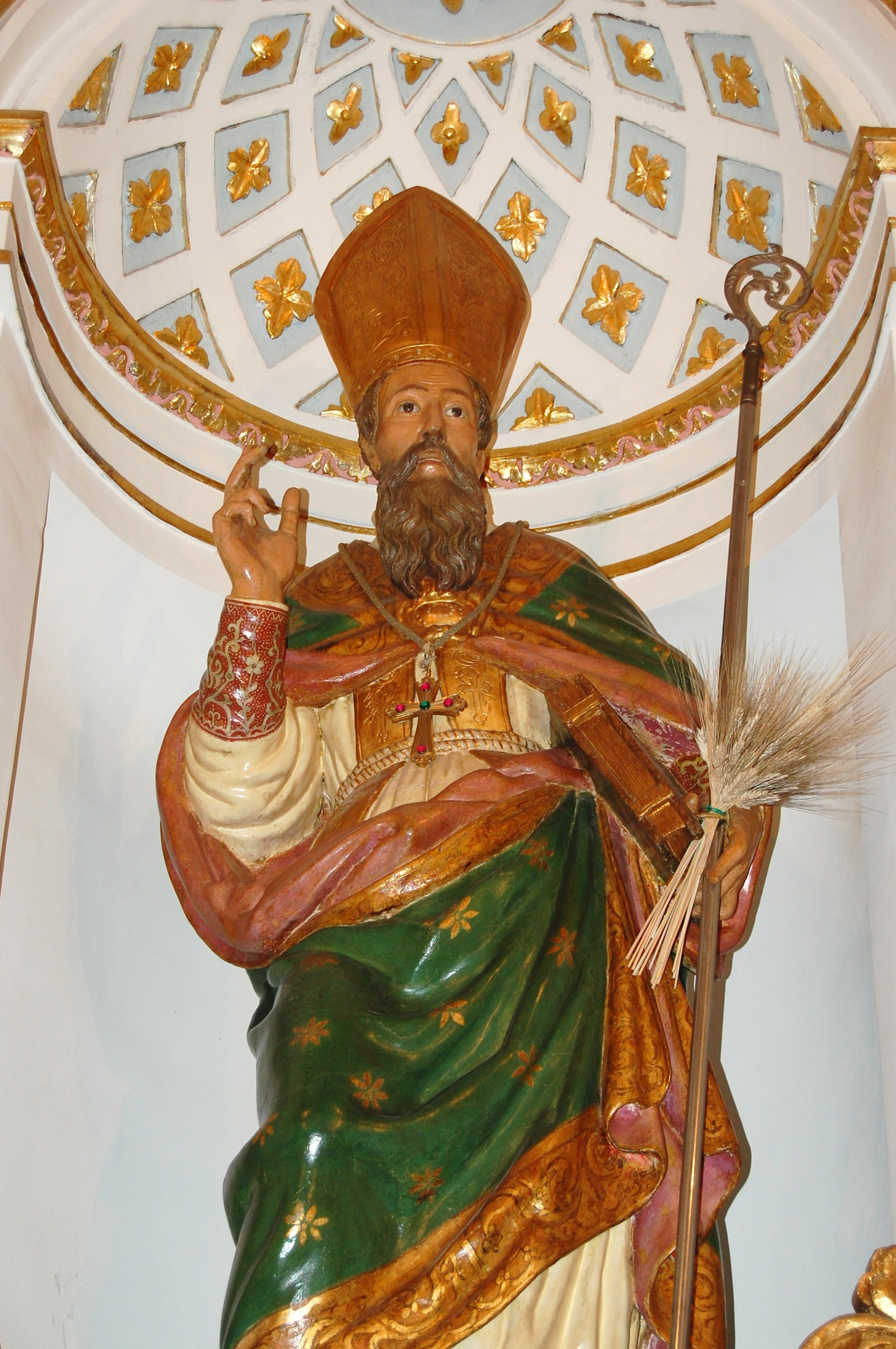
Il patrono san Cataldo vescovo.
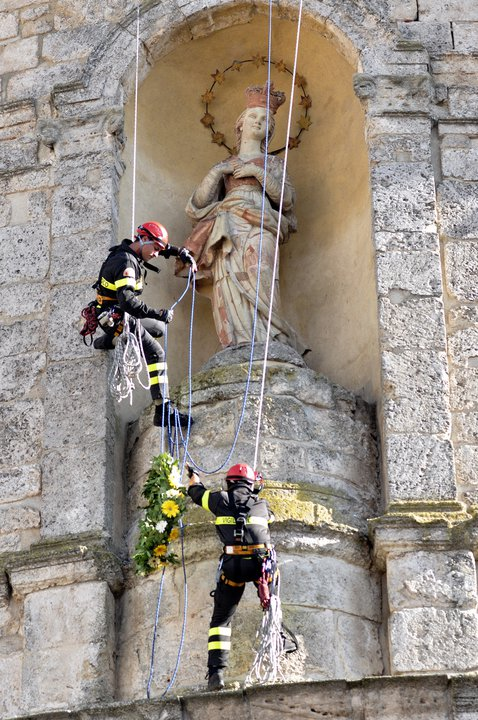
8 dicembre, omaggio all'Immacolata nella facciata del duomo in piazza Madrice, con l'ausilio dei vigili del fuoco (la foto si riferisce al 2011. Foto di A. Calà)